# Коронавірусна хвороба 2019 на Гренландії
Епідемія коронавірусної хвороби 2019 на Гренландії — це поширення пандемії коронавірусної хвороби 2019 на територію автономної країни в складі Королівства Данії Гренландії. Перший випадок хвороби на острові зареєстровано 16 березня 2020 року в столиці країни Нууку. Початково на острові підтверджено 13 випадків хвороби, з яких жоден не потребував госпіталізації. Серед перших випадків останній інфікований одужав 8 квітня, і тривалий час у Гренландії не було активних випадків хвороби. Через певний проміжок часу без нових підтверджених випадків, один випадок був підтверджений 24 травня в особи, яка отримала позитивні результати тесту при в'їзді на територію Гренландії, ще один випадок (не пов'язаний з випадком 24 травня) був підтверджений при в'їзді на острів 27 травня.
Кількість нових випадків COVID-19 залишалася дуже низькою та спорадичною протягом решти 2020 року та першої половини 2021 року, але різко зросла в липні 2021 року. До того у Гренландії було лише 50 відомих випадків COVID-19 між 16 березня 2020 року та 1 липня 2021 року, а їх кількість зросла більш ніж удвічі до 122 до 1 серпня 2021 року та досягла 2611 31 грудня 2021 року.
4 січня 2022 року влада заявила, що коронавірус пошириться на значну частину Гренландії протягом найближчого періоду часу, і що влада намагатиметься переконатися, що це не станеться з великою кількістю людей одночасно.
10 січня 2022 року в Гренландії було зафіксовано рекордну кількість 2718 активних випадків хвороби, причому більшість (1806) виявлено в муніципалітеті Сермерсук. Незважаючи на це, лише 8 випадків потребували госпіталізації. Після цієї дати поточну кількість активних випадків хвороби більше не публікували.
Загальна кількість підтверджених випадків, підтверджених за допомогою ПЛР-тестування, більше не публікувалась після 1 лютого 2022 року, оскільки органи влади заявили, що випадки, виявлені за допомогою ПЛР-тестування, більше не відображають реального масштабу загального поширення COVID-19 у Гренландії.
Станом на 14 березня 2022 року на Гренландії 68 % населення було повністю вакциновано проти COVID-19.
20 листопада 2021 року в Гренландії було зареєстровано першу смерть від COVID-19. Станом на 8 квітня 2022 року загалом 21 особа померла від COVID-19. З перших 12 зареєстрованих смертей 8 були в основному спричинені COVID-19, хоча були й інші сприяючі фактори. Середній вік померлих – 80,3 року, наймолодшому було 68 років, найстаршому – 92 роки.

## Хронологія
16 березня підтверджений перший випадок коронавірусної хвороби на острові. Перший хворий проживав у столиці Гренландії Нууку, та знаходився на самоізоляції вдома.
За повідомленням газети «Серміціак», прем'єр-міністр Гренландії Кім Кельсен на прес-конференції заявив: «Розпочато підготовку до подолання нової кризової ситуації. Важливо, щоб громадяни зараз дотримувались наших рекомендацій, коли хвороба дісталась до нашої країни». Усі не життєво важливі транспортні рейси до Гренландії та з острова, а також внутрішні рейси настійно не рекомендуються. Не рекомендовані також громадські заходи за участю понад 100 осіб, а особам, які повертаються з районів високого ризику, рекомендується іти на самоізоляцію тривалістю 2 тижні.
28 березня уряд заборонив до 15 квітня продаж алкогольних напоїв в Гренландії.
Станом на 9 квітня на острові було зареєстровано 11 випадків, всі в Нууці, які всі одужали, що зробило Гренландію першою територією у світі, яка звільнилася від COVID-19 без жодної смерті.
24 травня, після тривалого періоду без випадків хвороби, житель Аасіаата отримав позитивний результат тесту на коронавірус при в'їзді до Гренландії. Це був перший випадок хвороби на острові за межами Нуука. Ця особа перебувала в Данії, де перехворіла на COVID-19, та повністю одужала, і перед поверненням отримала негативний тест. Найімовірніше, що цей новий позитивний тест був лише залишковим явищем хвороби (як це відомо з деяких інших випадків), і що ризику інфікування інших людей не було, проте для запобігання непередбачуваних ускладнень цю особу помістили на карантин. Подібний, хоч і не пов'язаний з ними випадок виявлений 27 травня в Ілуліссаті. Після отримання за кілька днів свіжих негативних тестів цих двох випадків, та періоду карантину до 4 червня, Гренландія знову була визнана вільною від COVID-19.
4 січня 2021 року в Гренландії була проведена перша вакцинація проти COVID-19.